# Équipe du Japon de rugby à XV
L'équipe du Japon de rugby à XV est l’équipe nationale qui représente le Japon dans les compétitions internationales de rugby à XV. Elle rassemble les meilleurs joueurs licenciés auprès de la fédération japonaise de rugby à XV. Les Japonais jouent en maillot rayé rouge et blanc, short blanc, bas blanc avec une bande rouge. Les Brave Blossoms (les Fleurs braves) sont entraînés depuis 2016 par le Néo-Zélandais Jamie Joseph. En plus de la Coupe du monde, le Japon participe également au Tournoi des 5 nations asiatiques et à la Pacific Nations Cup, compétitions qu'il a remporté respectivement 22 et 3 fois.
Pour des raisons techniques, il est temporairement impossible d'afficher le graphique qui aurait dû être présenté ici.

Voir ou modifier les données brutes du graphique.
Classement World Rugby
Depuis les années 2010, le niveau de l'équipe nationale japonaise est en hausse constante, réussissant quelques exploits comme la victoire (34-32) contre les Springboks en phase de poule de la Coupe du monde 2015, au terme d'un match spectaculaire, ou bien en remportant un match de poule contre l'Irlande (19-12) lors de la Coupe du monde 2019 au Japon. Ces victoires arrachées grâce à l'acharnement des rugbymen japonais ont entraîné un fort gain de popularité en faveur du rugby au Japon. Lors de cette Coupe du monde 2019, les Japonais gagnent tous leurs matches de poule, éliminant ainsi l'Écosse pour se qualifier en quart de finale, ce qui constitue une performance historique.
Au 13 septembre 2021, le Japon est dixième dans le classement des équipes nationales de World Rugby.

## Histoire

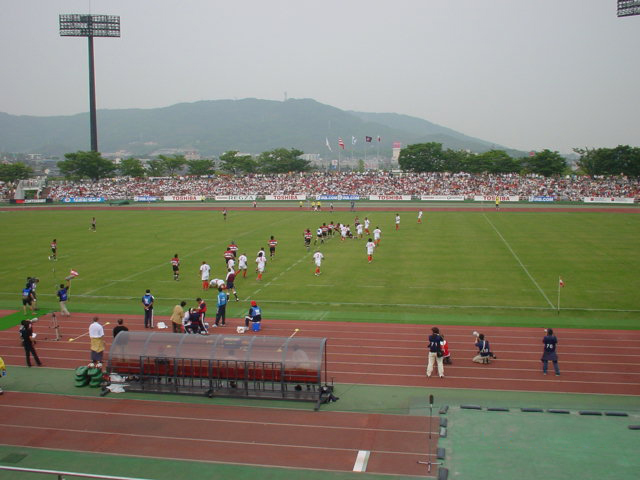
Le Japon (en rouge) face aux Tonga au Honjo Stadium le 4 juin 2006.

Le rugby est arrivé au Japon en 1899, mais a mis plusieurs années à percer. Le 23 septembre 1945 a lieu le premier match du Japon face à l'Angleterre. L’année du centenaire de la Fédération anglaise de rugby à XV en 1971, les Anglais se rendent de nouveau au Japon pour une double confrontation contre l'équipe japonaise qu'ils peinent à battre 21-17 puis 6-3 à Tokyo.
L'équipe japonaise participe à toutes les Coupes du monde et doit attendre 2019 pour dépasser la phase de poule. Le Japon progresse régulièrement sur la scène internationale comme le prouve dès 2007 sa courte défaite contre les Fidji eux-mêmes quart de finalistes en Coupe du monde. L'intérêt de cette nation pour le rugby est tel (plus de 120 000 licenciés) que le Japon accueille finalement la Coupe du monde en 2019.
Depuis 2006 le Japon participe à la Pacific Nations Cup qui regroupe chaque année les équipes des Fidji, des Samoa, des Tonga et du Japon. À noter aussi que certaines années des équipes comme les Junior All Blacks (qui est l'équipe réserve de Nouvelle-Zélande), les Māori néo-zélandais ou l'Australie A (équipe bis d'Australie) y ont aussi participé. En 2011, le Japon utilise ce tournoi comme match de préparation à la Coupe du monde.
En plus de la Coupe du monde et de la Pacific Nations Cup, le Japon participe également depuis 2008 au tournoi des 5 nations asiatiques dont il remporte la première édition. Les dirigeants du rugby asiatique lancent officiellement le 21 février 2008 ce tournoi continental calqué sur le modèle du Tournoi des Six Nations européen, afin de développer ce sport en Asie. Il s'agit d'une compétition de rugby à XV qui a vocation à être disputée chaque année par les six meilleures équipes asiatiques. Le premier gagne le tournoi tandis que le dernier est rétrogradé en seconde division asiatique.

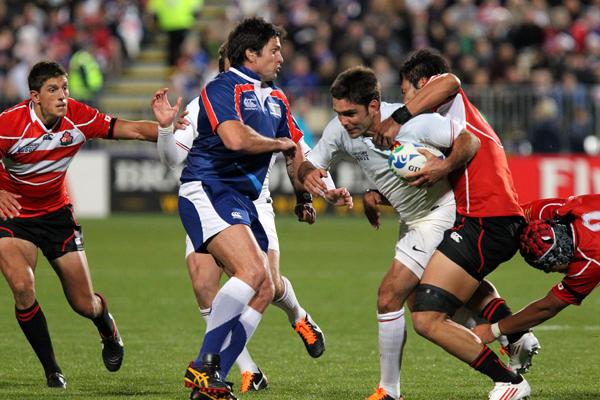
L'équipe de France (en blanc) affronte le Japon lors de la Coupe du monde 2011 en Nouvelle-Zélande.

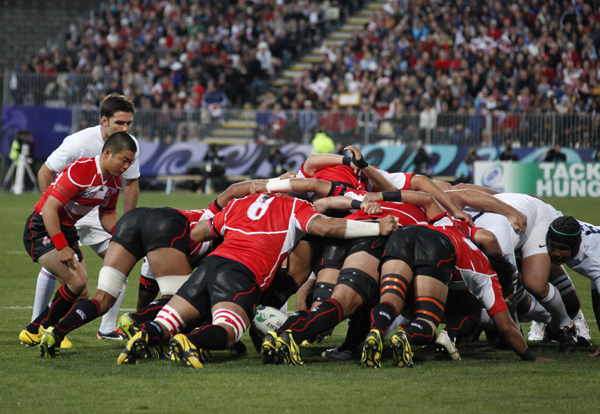
La mêlée japonaise (en rouge) face à la française en 2011.

Qualifié pour la Coupe du monde 2011, le Japon perd contre la France (47-21), la Nouvelle-Zélande (83-7) et les Tonga (31-18) mais fait match nul avec le Canada (23-23).
Les progrès du rugby nippon éclatent au monde lors de la Coupe du monde 2015. Le 19 septembre 2015, lors du premier match de groupe, le XV japonais bat l'Afrique du Sud, double championne du monde et troisième nation au classement IRB, sur le score de 34 à 32. C'était la première confrontation des deux nations. Cette victoire, arraché à l'ultime seconde après que les Nippons eurent incessamment réussi à recoller au score après chaque essai de leur adversaire, est surnommée le « miracle de Brighton », elle est considérée comme un des plus beaux exploits de l'histoire du rugby à XV. Il leur permet de remonter à la onzième place du classement de World Rugby. Devant hélas rejouer seulement quatre jours plus tard face aux Écossais, qui débutent la compétition, ils s'inclinent lourdement (45-10) après avoir résisté une mi-temps entière. Ils dominent largement les Samoa (26-5) et les États-Unis (28-18) lors des deux derniers matches. Avec trois victoires sur quatre matches disputés, ils échouent malgré tout à se qualifier pour les quarts de finale en terminant troisième de leur poule avec 12 points, deux points derrière les Écossais, qui profitent de leurs points de bonus offensifs.
L'équipe parvient ensuite à accrocher l'équipe de France chez elle lors d'un test match de tournée en novembre 2017 (23-23).
Lors de l'ouverture de la Coupe du monde de 2019 chez elle, l'équipe domine la Russie. Pour son deuxième match, le Japon bat pour la première fois l'Irlande sur le score de 19 à 12, signant un deuxième exploit en Coupe du monde. Les Braves Blossoms battent ensuite les Samoa. Leur dernière rencontre voit une victoire historique 28 à 21 contre l’Écosse, malgré un contexte local très particulier : le typhon Hagibis avait frappé la veille l'île centrale du Japon en faisant des dégâts considérables et une trentaine de victimes. Invaincus, les Japonais terminent en tête de leur poule et accèdent pour la première fois aux quarts de finale, où ils perdent face au futur vainqueur l'Afrique du Sud sur le score de 26 à 3. Grâce à ce Mondial réussi, le Japon atteint en 2019 la meilleure place de son histoire au classement World Rugby (6e).
À cause de la pandémie de Covid-19, la sélection ne dispute aucun match pendant presque deux ans, de novembre 2019 à juin 2021. Le 26 juin 2021, les Brave Blossoms renouent avec le terrain pour un match historique (première confrontation de leur histoire) contre les Lions britanniques et irlandais au stade de Murrayfield. Les Nippons s'inclinent sur le score de 28 à 10.
Pendant la tournée d'été 2022, le Japon accueille le quinze de France pour deux test matchs. Lors de la première rencontre le 2 juillet, le Japon s'incline 23 à 42, les observateurs notant une équipe courageuse avec la volonté de produire du jeu offensif, mais dont les options tactiques restent limitées, avec notamment l'absence de jeu au pied,. Une semaine plus tard, les Japonais retrouvent en partie ce qui fait habituellement leur force, vitesse et discipline, et accroche la France 15 à 20. Ils reçoivent également l'Uruguay pour deux test matchs, remportés 34-15 et 43-7.
La sélection japonaise constituée par Jamie Joseph pour la coupe du monde 2023 est très rajeunie : sur les 36 joueurs, 11 ne comptent aucune sélection et 12 comptent moins de neufs sélections.

## Identité
Initialement, le XV japonais n'est pas doté d'un surnom officiel. Génériquement, ils sont parfois désignés au Japon comme les joueurs au maillot « sakura » en référence à leur emblème, ou en langue anglaise à l'international en tant que Cherry Blossoms, soit littéralement « les fleurs de cerisiers ».
En 2003, après leur match joué contre l'Écosse dans le cadre de la Coupe du monde, concédé sur le score de 32 à 11 mais ayant impressionné le public et la presse pour le contenu de leur prestation, Rich Freeman, un journaliste anglais basé au Japon commente leur « courageuse » opposition (en anglais : brave). Les médias japonais reprendront la formule les jours suivants et commencent à parler des Brave Blossoms. Freeman reprendra ce nouveau surnom populaire dans les colonnes du Japan Times. Si la fédération n'est pas convaincue par cette appellation dans un premier temps, ils l'acceptent à partir de 2009 après une rencontre amicale jouée contre les Classic All Blacks, à l'issue de laquelle Andrew Mehrtens utilise ce surnom en interview post-match devant le public japonais de Kobe. Elle l'adopte plus officiellement après la notoriété acquise avec la victoire sur l'Afrique du Sud lors de la Coupe du monde de 2015.

## Palmarès

### Coupe du monde
La Coupe du monde de rugby à XV commence toujours par une phase de poule. Ce qui a varié depuis les origines en 1987, c'est le nombre d'équipes par groupe. De quatre poules de quatre équipes en 1987, 1991 et 1995, et après une transition de cinq poules de quatre, World Rugby s'en tient désormais à un format de quatre poules de cinq équipes. La table qui suit récapitule les résultats du Japon en Coupe du monde depuis 1987 :
| Édition | Édition                     | Rang dans sa poule | Résultats du Japon |
| Année   | Hôte(s)                     | Rang dans sa poule | Résultats du Japon |
| ------- | --------------------------- | ------------------ | ------------------ |
| 1987    | Nouvelle-Zélande, Australie | 4e, A              | 0 v, 3 d           |
| 1991    | Angleterre                  | 3e, B              | 1 v, 2 d           |
| 1995    | Afrique du Sud              | 4e, C              | 0 v, 3 d           |
| 1999    | pays de Galles              | 4e, D              | 0 v, 3 d           |
| 2003    | Australie                   | 5e, B              | 0 v, 4 d           |
| 2007    | France                      | 4e, B              | 0 v, 1 n, 3 d      |
| 2011    | Nouvelle-Zélande            | 5e, A              | 0 v, 1 n, 3 d      |
| 2015    | Angleterre                  | 3e, B              | 3 v, 1 d           |
| 2019    | Japon                       | 1er, B             | 4 v, 1 d           |
| 2023    | France                      | 3e, D              | 2 v, 2 d           |

Eddie Jones est le sélectionneur choisi pour participer à la coupe du monde 2015 en Angleterre. Cette coupe du monde 2015 est marquée par la victoire historique du Japon contre l'équipe d'Afrique du Sud 34 à 32 lors du premier match de poule. Alors que les Springboks sont l'une des meilleures nations mondiales avec notamment deux sacres en 1995 et 2007, et que le Japon n'a jusque là remporté qu'un seul match dans toute l'histoire de la Coupe du monde, les Brave Blossoms maîtrisent leur match du début à la fin, s'appuyant sur un gros pack et une belle résilience, et remportent la victoire à la surprise générale, signant ce qui est considéré comme le premier exploit de l'équipe du Japon en coupe du monde et la marque d'une progression historique dans le classement du rugby mondial.
Lors de la Coupe du monde 2019, les Japonais gagnent tous leurs matches de poule, éliminant ainsi l'Écosse pour se qualifier en quart de finale, ce qui constitue une performance historique.
- Avec cette victoire, le Japon arrive en tête de la poule et se qualifie pour la première fois en quart de finale - une première également pour une équipe asiatique.
- Le Japon est devenu le premier pays du tier 2 du Classement World Rugby des équipes nationales de rugby à XV depuis les Fidji en 2007[Quoi ?], et le quatrième pays du tier 2 à se qualifier pour les quarts de finale.
- Le Japon est le premier pays du tier 2 à avoir dominé sa poule et à remporter tous ses matchs.
- C'est la première fois qu'un pays du tier 2 bat deux pays du tier 1 en une seule campagne de Coupe du monde.
- C'est la première victoire du Japon sur l'Écosse.

En quarts de finale, le Japon est éliminé par le futur vainqueur de la compétition, l'Afrique du Sud, sur le score de 26 à 3. Grâce à ce Mondial réussi, le Japon atteint en 2019 la meilleure place de son histoire au classement World Rugby (6e).

### Tournois et Coupes continentales

#### Coupe d'Asie des nations
- Quinze fois vainqueur de la Coupe d'Asie des nations en 1969, 1970, 1972, 1974, 1976, 1978, 1980, 1984, 1992, 1994, 1996, 1998, 2000, 2004 et 2006, date de la dernière édition de cette coupe qui devient le Tournoi des Cinq Nations asiatiques.

#### Tournoi asiatique des Cinq Nations
- Sept fois vainqueur du Tournoi asiatique des Cinq Nations en 2008, 2009, 2010, 2011, 2012, 2013 et 2014. De plus, il n'a pas perdu un seul match depuis sa création.

#### Pacific Nations Cup
Le tournoi se dispute entre les Samoa, les Tonga, les Fidji, le Japon plus les équipes invitées selon les éditions (Maoris, Australie A' et Juniors Néo-Zélandais).
- IRB Pacific 5 Nations 2006 : 5e sur cinq équipes.
- Pacific Nations Cup 2007 : 6e sur six équipes.
- Pacific Nations Cup 2008 : 5e sur six équipes.
- Pacific Nations Cup 2009 : 4e sur cinq équipes.

À partir de l'édition 2010, le tournoi se dispute entre les Samoa, les Tonga, les Fidji et le Japon.
- Pacific Nations Cup 2010 : 3e sur quatre équipes.
- Pacific Nations Cup 2011 : 1er sur quatre équipes.
- Pacific Nations Cup 2012 : 4e sur quatre équipes.

À partir de 2013, le tournoi se dispute à six équipes avec l'intégration du Canada et des États-Unis.
- Pacific Nations Cup 2013 : 4e sur cinq équipes (Les Samoa ne disputent pas cette édition en raison de leur participation à un tournoi amical avec l'Afrique du Sud, l'Écosse et l'Italie)
- Pacific Nations Cup 2014 : 1er sur six équipes.
- Pacific Nations Cup 2015 : 3e sur six équipes.
- Pacific Nations Cup 2019 : 1er sur six équipes.

## Effectif actuel
Liste des 33 joueurs convoqués par Jamie Joseph pour disputer la Coupe du monde 2023. Le 19 septembre, Semisi Masirewa déclare forfait pour la suite de la compétition après une blessure, il est remplacé par Ryohei Yamanaka.
Mise à jour du 5 septembre 2023

### Les avants
| Nom                      | Naissance         | Sélections (Pts marqués) | Club                              | Année de 1re sélection |
| Talonneurs               | Talonneurs        | Talonneurs               | Talonneurs                        | Talonneurs             |
| ------------------------ | ----------------- | ------------------------ | --------------------------------- | ---------------------- |
| Shota Horie              | 21 janvier 1986   | 76 (50)                  | Saitama Wild Knights              | 2009                   |
| Kosuke Horikoshi         | 2 juin 1995       | 8 (5)                    | Tokyo Sungoliath                  | 2015                   |
| Atsushi Sakate           | 21 juin 1993      | 42 (5)                   | Saitama Wild Knights              | 2016                   |
| Piliers                  |                   |                          |                                   |                        |
| Sione Halasili           | 15 octobre 1999   | 0 (0)                    | Yokohama Canon Eagles             | 2023                   |
| Keita Inagaki            | 2 juin 1990       | 53 (5)                   | Saitama Wild Knights              | 2014                   |
| Koo Ji-won               | 20 juillet 1994   | 30 (0)                   | Kobelco Kobe Steelers             | 2017                   |
| Shinnosuke Kakinaga      | 16 décembre 1991  | 11 (0)                   | Tokyo Sungoliath                  | 2014                   |
| Craig Millar             | 29 octobre 1990   | 18 (0)                   | Saitama Wild Knights              | 2021                   |
| Asaeli Ai Valu           | 7 mai 1989        | 30 (10)                  | Saitama Wild Knights              | 2017                   |
| Deuxièmes lignes         |                   |                          |                                   |                        |
| Jack Cornelsen           | 13 octobre 1994   | 21 (0)                   | Saitama Wild Knights              | 2021                   |
| Warner Dearns            | 11 avril 2002     | 21 (20)                  | Toshiba Brave Lupus Tokyo         | 2021                   |
| Amato Fakatava           | 7 décembre 1994   | 14 (25)                  | Ricoh Blackrams Tokyo             | 2023                   |
| Amanaki Saumaki          | 8 mars 1997       | 5 (0)                    | Kobelco Kobe Steelers             | 2023                   |
| Troisièmes lignes aile   |                   |                          |                                   |                        |
| Shota Fukui              | 28 septembre 1999 | 4 (0)                    | Saitama Wild Knights              | 2023                   |
| Ben Gunter               | 24 octobre 1997   | 10 (5)                   | Saitama Wild Knights              | 2021                   |
| Lappies Labuschagné      | 11 janvier 1989   | 19 (10)                  | Kubota Spears Funabashi Tokyo-Bay | 2019                   |
| Michael Leitch           | 7 octobre 1988    | 76 (80)                  | Toshiba Brave Lupus Tokyo         | 2008                   |
| Kanji Shimokawa          | 17 janvier 1999   | 14 (15)                  | Tokyo Sungoliath                  | 2022                   |
| Troisièmes lignes centre |                   |                          |                                   |                        |
| Kazuki Himeno            | 27 juillet 1994   | 37 (50)                  | Toyota Verblitz                   | 2017                   |

### Les arrières
| Nom               | Naissance        | Sélections (Pts marqués) | Club                      | Année de 1re sélection |
| Demis de mêlée    | Demis de mêlée   | Demis de mêlée           | Demis de mêlée            | Demis de mêlée         |
| ----------------- | ---------------- | ------------------------ | ------------------------- | ---------------------- |
| Kenta Fukuda      | 19 décembre 1996 | 2 (0)                    | Toyota Verblitz           | 2023                   |
| Naoto Saito       | 26 août 1997     | 25 (37)                  | Stade toulousain          | 2021                   |
| Yutaka Nagare     | 4 septembre 1992 | 33 (10)                  | Tokyo Sungoliath          | 2017                   |
| Demis d'ouverture |                  |                          |                           |                        |
| Rikiya Matsuda    | 3 mai 1994       | 38 (126)                 | Saitama Wild Knights      | 2016                   |
| Jumpei Ogura      | 11 juillet 1992  | 21 (21)                  | Yokohama Canon Eagles     | 2017                   |
| Lee Seung-sin     | 13 janvier 2001  | 19 (149)                 | Kobelco Kobe Steelers     | 2020                   |
| Centres           |                  |                          |                           |                        |
| Ryoto Nakamura    | 3 juin 1991      | 32 (26)                  | Tokyo Sungoliath          | 2013                   |
| Tomoki Osada      | 25 novembre 1999 | 18 (15)                  | Saitama Wild Knights      | 2023                   |
| Dylan Riley       | 2 mai 1997       | 29 (45)                  | Saitama Wild Knights      | 2021                   |
| Ailiers           |                  |                          |                           |                        |
| Siosaia Fifita    | 20 décembre 1998 | 16 (25)                  | Toyota Verblitz           | 2021                   |
| Lomano Lemeki     | 20 janvier 1989  | 20 (43)                  | NEC Green Rockets Tokatsu | 2016                   |
| Jone Naikabula    | 14 avril 1994    | 18 (45)                  | Toshiba Brave Lupus       | 2023                   |
| Arrières          |                  |                          |                           |                        |
| Kotaro Matsushima | 26 février 1993  | 49 (105)                 | Tokyo Sungoliath          | 2014                   |
| Ryohei Yamanaka   | 22 juin 1988     | 22 (20)                  | Kobelco Kobe Steelers     | 2010                   |

## Joueurs emblématiques

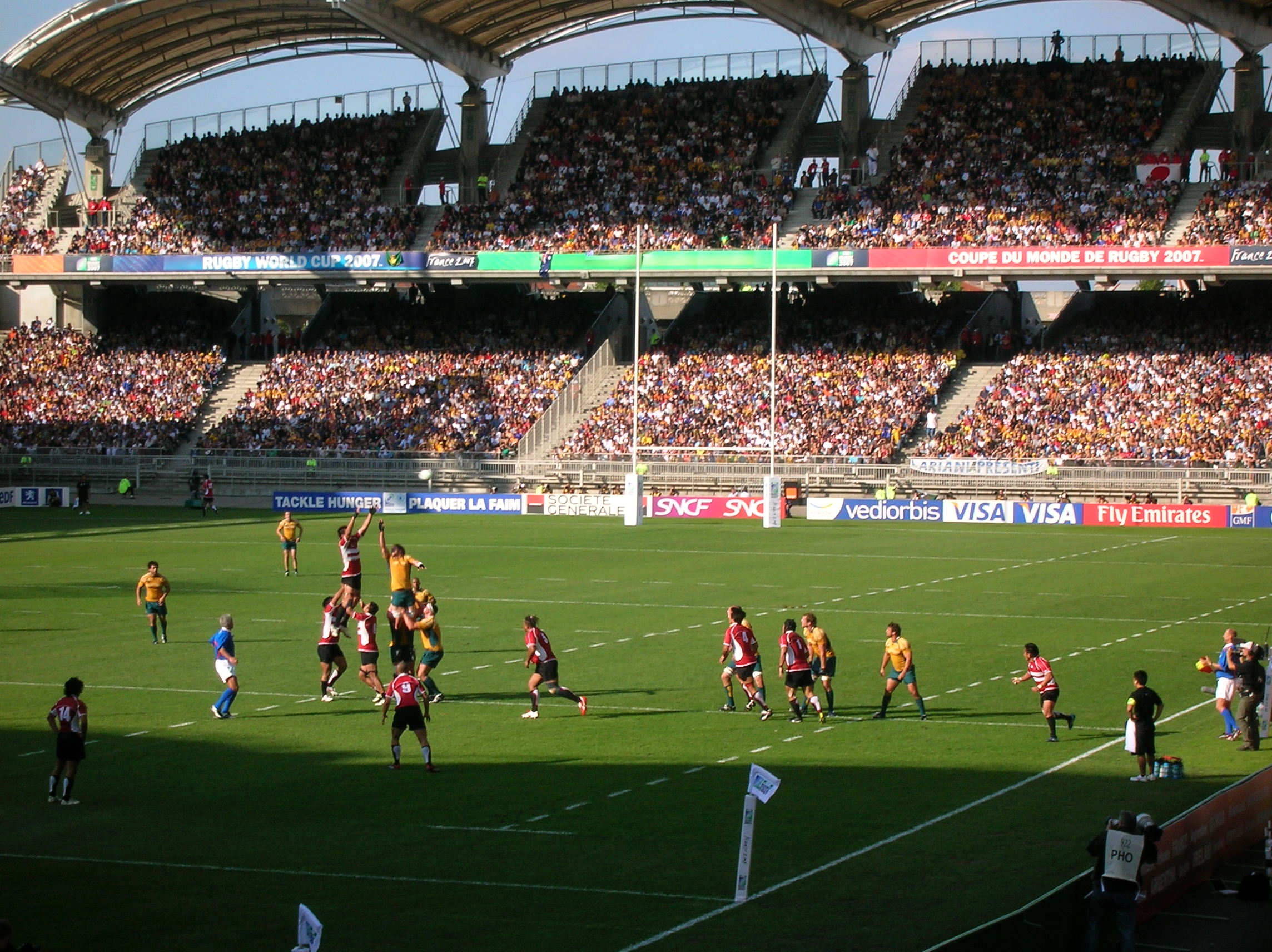
L'équipe du Japon (en rouge) lors de sa défaite (91-3) contre l'Australie pendant la Coupe du monde 2007.

- Seiji Hirao
- Yoshihito Yoshida
- Masao Kunda
- Yukio Motoki
- Wataru Murata
- Terunori Masuho
- Tsutomu Matsuda
- Keiji Hirose
- Takeomi Ito
- Andrew McCormick
- Yasunori Watanabe
- Daisuke Ohata
- Hiroyuki Tanuma
- Shin Hasegawa
- Graeme Bachop
- Goshi Tachikawa
- Toru Kurihara
- Shotaro Onishi
- Hirotoki Onozowa
- Ryō Yamamura
- Takuro Miuchi
- Kosuke Endo
- Toshizumi Kitagawa
- Hitoshi Ono
- Go Aruga
- Ryan Nicholas
- Luke Thompson
- Takashi Kikutani
- James Arlidge
- Alisi Tupuailei
- Koji Taira
- Kensuke Hatakeyama
- Ayumu Goromaru
- Shota Horie
- Michael Leitch
- Fumiaki Tanaka
- Yuta Imamura
- Akira Yokoi
- Kotaro Matsushima
- Kenki Fukuoka

## Records
(décembre 2024).
- Si vous ne connaissez pas le sujet, laissez ce bandeau (vous pouvez alors contacter les auteurs).
- Si vous supprimez le contenu mis en cause (vous pouvez préalablement contacter les auteurs),

argumentez précisément cette suppression dans la page de discussion
(un manque de référence n'est pas un argument ; une recherche réelle de référence doit avoir été effectuée, être formellement documentée).

### Record de sélections
| Rang | Joueur             | Activité  | Nombre de sélections |
| ---- | ------------------ | --------- | -------------------- |
| 1    | Hitoshi Ono        | 2004-2016 | 98                   |
| 2    | Michael Leitch     | 2008-     | 87                   |
| 3    | Hirotoki Onozawa   | 2001-2013 | 81                   |
| 4    | Yukio Motoki       | 1991-2005 | 79                   |
| 5    | Kensuke Hatakeyama | 2008-2016 | 78                   |
| 6    | Shota Horie        | 2009-2023 | 76                   |
| 7    | Fumiaki Tanaka     | 2008-2019 | 75                   |
| 8    | Luke Thompson      | 2007-2019 | 71                   |
| 9    | Yu Tamura          | 2012-2022 | 70                   |
| 10   | Takashi Kikutani   | 2005-2014 | 68                   |

### Record d'essais
| Rang | Joueur            | Activité  | Nombre d'essais |
| ---- | ----------------- | --------- | --------------- |
| 1    | Daisuke Ohata     | 1996-2006 | 69              |
| 2    | Hirotoki Onozawa  | 2001-2013 | 55              |
| 3    | Takashi Kikutani  | 2005-2014 | 32              |
| 4    | Terunori Masuho   | 1991-2001 | 29              |
| 5    | Yoshikazu Fujita  | 2012-2017 | 26              |
| 6    | Kenki Fukuoka     | 2013-2019 | 25              |
| 7    | Kotaro Matsushima | 2014-     | 23              |
| 8    | Koliniasi Holani  | 2008-2016 | 22              |
| 8    | Michael Leitch    | 2008-     | 22              |
| 10   | Alisi Tupuailei   | 2009-2011 | 21              |

### Record de points
| Rang | Joueur           | Activité  | Points marqués |
| ---- | ---------------- | --------- | -------------- |
| 1    | Ayumu Goromaru   | 2005-2015 | 708            |
| 2    | Keiji Hirose     | 1994-2005 | 422            |
| 3    | Toru Kurihara    | 2000-2003 | 347            |
| 4    | Daisuke Ohata    | 1996-2006 | 345            |
| 5    | Yu Tamura        | 2012-2022 | 303            |
| 6    | James Arlidge    | 2007-2011 | 286            |
| 7    | Hirotoki Onozawa | 2001-2013 | 275            |
| 8    | Shaun Webb       | 2008-2011 | 198            |
| 9    | Ryan Nicholas    | 2008-2012 | 193            |
| 10   | Takashi Kikutani | 2005-2014 | 160            |

## Liste des sélectionneurs
- 1930-1934 : Shigeru Kayama
- 1936 : Chuji Kitajima
- 1952-1953 : Takenosuke Okumora
- 1956 : Chuji Kitajima
- 1958 : Kozo Nishino
- 1959 : Tomoo Chiba
- 1959 : Masao Wada
- 1963 : Kasai Yasujiro
- 1966-1971 : Tetsunosuke Onishi
- 1972 : Hitoshi Oka
- 1972 : Isashi Yokoi
- 1974 : Ryo Saito
- 1975 : Hitoshi Oka
- 1976 : Hiroshi Hibino
- 1976 : Hisashi Yokoi
- 1976-1978 : Ryo Saito
- 1978 : Katsumi Miyaji
- 1978-1979 : Hisashi Yokoi
- 1979 : Ryozo Imazato
- 1980 : Iwao Yamamoto
- 1980-1981 : Ryo Saito
- 1982 : Iwao Yamamoto
- 1982-1984 : Hiroshi Hibino
- 1984 : Katsumi Miyaji
- 1985-1986 : Hitoshi Oka
- 1987 : Katsumi Miyaji
- 1987-1988 : Hiroshi Hibino
- 1989-1991 : Hiroaki Shukuzawa
- 1992-1995 : Osamu Koyabu
- 1996 : Iwao Yamamoto
- 1997-2000 : Seiji Hirao
- 2001-2003 : Shogo Mukai
- 2004-2005 : Mitsutake Hagimoto
- 2005-2006 : Jean-Pierre Élissalde
- 2006 : Osamu Ota
- 2007-2011 : John Kirwan
- 2012-2015 : Eddie Jones
- 2016 : Mark Hammett  (intérim)
- 2016-2023 : Jamie Joseph
- 2024- : Eddie Jones